# Jean-Charles Valladont
Jean-Charles Valentin Valladont (* 20. März 1989 in Besançon) ist ein französischer Bogenschütze.

## Erfolge
Er ist Weltmeister im Bogenschießen und Teilnehmer an den Olympischen Sommerspielen 2008 sowie den Olympischen Sommerspielen 2016. 2008 erreichte Valladont in Peking einen geteilten 43. Rang im Einzel. Bei den Spielen 2016 in Rio erreichte er einen fünften Rang mit der Mannschaft. Im Einzel gewann er Silber. Für seine Silbermedaille erhielt er am 30. November 2016 das Ritterkreuz des Ordre national du Mérite. Bei den 2021 ausgetragenen Olympischen Spielen 2020 in Tokio schied er im Einzel ebenso in der ersten Runde aus wie auch mit der Mannschaft.
Bei den Olympischen Spielen 2024 in Paris gewann er zusammen mit Baptiste Addis und Thomas Chirault in der Mannschaftskonkurrenz hinter Südkorea die Silbermedaille. Im Einzel kam er erneut nicht über die erste Runde hinaus.